# Атака на Мумбаї
Атака на Мумбаї; терористичний акт в Бомбеї — серія терактів, скоєних в індійському місті Мумбаї з 26 по 29 листопада 2008 року.

### Загальна картина
Імовірно, ісламські терористи з організації «Деккан Муджахедин» (раніше невідома організація, можливо пов'язана з Аль-Каїдою) здійснили напад силами декількох мобільних груп. Одна група відкрила безладну стрілянину з автоматів Калашникова в будівлі вокзалу Вікторії, дві інші захопили заручників у розташованих навпроти Воріт в Індію готелях «Тадж-Махал» і «Оберой» (англ.  Trident Oberoi hotel), четверта атакувала поліцейську дільницю. Всього було зафіксовано сім нападів (у тому числі на Leopold Cafe, госпіталь і Єврейський центр у діловому центрі «Наріман». У результаті загинули 166 мирних жителів і співробітників силових структур, і 9 з 10 терористів. Ще від 300 до більш ніж 600 чоловік отримали поранення.

## Перед терактом
Близько 22:00 за місцевим часом, 21 листопада 2008 року група з десяти підготовлених терористів — Мохаммеда Аджмала Касаба, Абу Алі, Абу Сохеба Абдула, Рехамана Чота, Фахади Уллаха, Абу Дери Ісамал Хана, Насіра Умара, Бабара Имарана Акаши, Акіра Алі Хами і Бади Абдула Рехаман залишають Карачі, Пакистан на надувних човнах. Їх напрямок — Мумбаї, Індія. Відстань — близько 900 км.
Кожен з терористів має при собі Автомат Калашникова (АК або АК-74), з шістьма або сімома модифікованими спорядженими магазинами на 35 або 40 патронів, плюс більше 400 запасних патронів калібрами 5,45×39 мм або 7,62×39 мм, 80 ручних гранат, револьвер системи «Наган» і по 50 патронів до нього, два мисливських ножі, бронежилет, і тижневий запас питної води і сухофруктів.
23 листопада 2008 року терористи розстрілюють чотирьох індійських моряків і захоплюють рибальський траулер разом з його капітаном, якого під загрозою смерті змушують перевезти їх в Мумбаї.
26 листопада 2008 року, близько 19:40 за місцевим часом в семи кілометрах від пристані «Colaba», злочинці розстрілюють капітана траулера і скидають його тіло у воду, після чого пересідають на чотири надувні човни і гребуть до берега на веслах.
О 20:10 перша група з чотирьох терористів висаджується на берег і рухається у напрямку до «Badhwar Park». Ще шестеро продовжують плавати вздовж берега в пошуках місця для висадки.
О 20:30 інші терористи висаджуються на березі в районі «Cuffe Parade» і зі спортивними сумками рухаються у напрямку до заздалегідь визначених цілей. Четверо терористів пішки прямують в «Taj Mahal Palace & Tower» і «Leopold Cafe», що навпроти, ще двоє (Абу Дера Ісмаїл Хан і Аджмал Касаб) ловлять таксі і їдуть в напрямку вокзалу «Вікторія термінус», також на таксі до готелю «Трайдент Оберой» пересуваються ще два терориста, і останні два, пішки йдуть в Єврейський центр в діловому центрі «Наріман».

## Хронологія теракту

### «Трайдент Оберой» 26—28 листопада 2008 року
О 21:20 за місцевим часом 26 листопада 2008, двоє терористів — 20-річний Абу Сохеб Абдул і 24-річний Фахад Уллах, через чорний хід увірвалися в готель «Трайдент Оберой» (англ. Trident Oberoi hotel) і відкривають безладний вогонь чергами по всіх, хто знаходиться всередині. В будівлі починається паніка, люди починають безладно стрибати під столики (на першому поверсі знаходилося кафе) або розбігатися, деякі навпаки впадають в шоковий стан і падають на смерть побиті кулями терористів. В будівлі готелю гинуть не менше 10 осіб, ще не менше 30 отримують поранення. Терористи ведуть вогонь з вікон кафе по проїжджаючих повз автомобілях і навіть кидають у таксі дві ручні гранати, в результаті чого гинуть ще не менше п'яти осіб і ще 15 отримують осколкові поранення. Терористи залишають будівлю на кілька хвилин і з ґанку обстрілюють перехожих, це дає час тим, що залишилися в живих або забарикадуватися на кухні, або покинути місце стрілянини.
Повернувшись, Уллах і Абдул бачать, що частина потерпілих зачинилася на кухні, після чого намагаються відкрити металеві двері з допомогою кількох автоматних черг з нею, коли це не виходить, вони кидають гранату у вікно роздачі, однак та не спрацьовує. Після чого терористи починають ходити по номерах і розстрілювати постояльців. О 6:00 ранку 27 листопада 2008 року готель повністю оточений поліцейським спецназом, армійськими підрозділами і співробітниками поліції. Терористи стріляють в їх бік з вікон, а також застосовують проти співробітників сил правопорядку ручні гранати.
О 8:40 ранку поліція починає штурм захопленого терористами об'єкта. Стрілянина і вибухи не вщухають ні на хвилину. О 13:30 в будівлі розриваються дві ручні гранати, після чого перестрілка стихає. Поліція, помилково вважаючи, що злочинці загинули, заходить в будинок. О 17:35 увійшовши до будівлі, поліцейські натикаються на засідку терористів і відступають. Після декількох вибухів, приблизно о 19:45 на четвертому поверсі починається сильна пожежа. З будівлі вже врятовані не менше 31 людини, четверо з важкими пораненнями знаходяться в несвідомому стані.
О 10:00 28 листопада 2008 року останні 24 заручника врятовані поліцейським спецназом. Терористи забарикадувалися на третьому поверсі і продовжують відстрілюватися. Між 10:45 і 11:00 в результаті застосування світлошумових гранат і блискавичного штурму спецназ ліквідує обох злочинців.
О 15:00 поліцейські звітують про повний контроль над будівлею. Тіла двох терористів винесені на вулицю. Офіційно підтверджено смерть 35 чоловік, включаючи двох нападників і поранення не менше 68 осіб. Врятовано 143 людини.

### «Taj Mahal Palace & Tower» і «Leopold Cafe» 26—29 листопада 2008 року

##### Leopold Cafe
Приблизно в 21:30 за місцевим часом, відвідувачі «Leopold Cafe» чують два гучних хлопки (терористи застосували дві ручні гранати перед входом) і не менше трьох дрібних. Через менш ніж тридцять секунд після цього двоє злочинців увірвалися в приміщення і відкрили стрілянину. У кафе починається паніка, частина відвідувачів намагається втекти через дорогу в «Taj Mahal Palace & Tower», інші ховаються під столиками. Більшість гине при спробі до втечі, бо терористи ведуть дуже щільний вогонь. В будівлі відбувається детонація осколкової гранати. Протягом трьох хвилин вщухає стрілянина. На місці гине 11 осіб, ще 28 отримують поранення. Частина поранених відвідувачів перебігає в готель, де шокований персонал намагається надати їм першу медичну допомогу і починає дзвонити в поліцію.

##### Taj Mahal Palace & Tower
Рівно о 21:40 двоє терористів, що раніше стріляли в кафе вриваються в готель і відкривають стрілянину з автоматів у вестибюлі, де знаходиться частина врятованих і поранених людей. В цей же час ще двоє терористів, що раніше вже перебували в готелі, починають вриватися в номери і розстрілювати постояльців, частину з них зганяють на перший поверх, інших вбивають на місці. На п'ятому поверсі один з терористів застосовує ручну гранату, в результаті чого починається пожежа. До 23:00 26 листопада терористи контролюють майже всю будівлю готелю, частина постояльців ховається в своїх номерах, деякі забарикадувалися в підсобних приміщеннях, або підземному ресторані. О 00:00 27 листопада 2008 року поліція оточує весь район прилеглий до готелю, у будівлі знаходиться понад дві сотні поліцейських і солдатів індійської армії, очікується прибуття спецназу. О першій ночі, пожежа на п'ятому поверсі готелю посилюється настільки, що починає бути помітною з вулиці, а весь будинок усередині заповнюється їдким димом. Перші репортери знімають те, що відбувається біля готелю в прямому ефірі. Терористи стріляють в бік співробітників поліції з вікон. О 2:30 весь п'ятий поверх охоплений вогнем. Перестрілка біля будівлі не стихає, один індійський репортер гине, ще один отримує поранення від куль терористів.
О 3:00-4:00 до будівлі прибувають пожежні машини, які за допомогою драбин гасять пожежу на п'ятому поверсі, при цьому потрапляючи під шквальний вогонь терористів, які відкрили його з вікон крила, що знаходиться навпроти. До 5:30 ранку пожежу загасили, двоє пожежників загинули, не менше 5 поранені. До 6:00 будівлю покинуло понад 200 осіб, проте всередині ще залишається 150 чоловік і всі терористи. Прибуває поліцейський спецназ.
О 6:30 ранку спецназ починає штурм захопленого терористами готелю. Терористи чинять запеклий опір, відбувається не менше трьох вибухів ручних гранат. До 8:00 ранку, спецназ витісняє терористів з фоє. У 9:30 виведені з будівлі ще 50 заручників. Запеклий бій не стихає ні на хвилину.
О 10:30 ранку терористи витіснені вглиб готелю, щонайменше один з них вже поранений. Стрілянина стає менш інтенсивною. О 12:00 останні 50 чоловік виведені з готелю.
До 16:30 терористи контролюють лише четвертий поверх, звідти ведучи вогонь по спецназівцям у фоє і на вулиці. Один з терористів вже убитий. В одному з номерів на четвертому поверсі починається пожежа, її причини так і не були встановлені. О 19:20 перестрілка раптово стихла. Спецназ просить підкріплення. Щонайменше один з них убитий і ще двоє поранені.
У цей же час винесені перші 15 тіл загиблих. Жодних слідів того, що терористи живі не спостерігається. Спецназ заявляє про те, що контролює майже 90 % готелю, але не може проникнути на четвертий і п'ятий поверхи внаслідок барикад збудованих терористами і сильного задимлення.
О 14:50 28 листопада з будівлі винесені майже всі тіла загиблих. Поліція заявляє, що їм невідомо, чи живі терористи, однак вони точно знають, що «не менш одного з них вже ліквідували». Репортери продовжують знімати те, що відбувається біля готелю в прямому ефірі.
Тим не менш рівно о 14:53 з вікон четвертого поверху в бік поліцейських раптово лунають дві автоматні черги по три постріли. Двоє поліцейських з оточення отримують поранення. Також чути не менше чотирьох вибухів ручних гранат. Перестрілка і штурм спалахують з новою силою. О 15:00 за допомогою вибухівки поліціянти підривають барикади терористів на четвертому поверсі. Стрілянина з вікон припиняється, але вона спостерігається з глибини будівлі. О 15:59 у будинку виразно чути не менше десяти вибухів ручних гранат, майже відразу ж після чого перестрілка стихає. До 19:00 обстановка в будівлі і на вулиці спокійна. Поліція звітує про те, що з моменту початку штурму ліквідовано не менше двох з чотирьох терористів. Втрати штурмової групи спецназу — 1 загиблий і 4 поранених. О 19:30 раптово лунає вибух ручної гранати і чотири одиночних постріли з глибини будівлі, потім все стихає. О 20:30 звучить одна автоматна черга. Спецназ звітує що ними ліквідований третій з чотирьох терористів, але вони не можуть встановити місцезнаходження останнього.
О 3:40 ранку 29 листопада з будівлі винесені тіла трьох знищених терористів і останні шість тіл загиблих постояльців. Вибухів і пострілів більше немає.
Проте о 4:10 з будівлі чути не менше трьох вибухів імовірно ручних гранат, за ними слідує п'ять автоматних пострілів, що доносяться з четвертого поверху. О 4:20 спецназ заявляє що ними контролюється весь готель крім одного крайнього приміщення на четвертому поверсі, де забарикадувався останній терорист. О 5:00 спецназ починає зачищати четвертий поверх, останній злочинець відкриває по них шквальний вогонь з автомата, також відбувається дві детонації «розтяжок», встановлених терористом на підступах до свого останнього притулку . Один спецназівець важко поранений.
О 7:00 ранку з будівлі лунають численні постріли (не менше 30-40), після чого гримить вибух ручної гранати і все стихає.
О 7:30 ранку спецназ звітує про повний контроль над будівлею і про те, що останній терорист був застрелений о 7:01 ранку. На той момент майже весь четвертий поверх і велика частина другого охоплені сильним вогнем, з фоє вириваються чорні клуби диму. Майже всі вікна в будівлі розбиті в результаті запеклої перестрілки

### Вокзал «Чатрапаті-Шіваджі» 26 листопада 2008 року (21:42—22:30)
О 21:42 за місцевим часом 26 листопада 2008 року 21-річний Аджмал Касаб і 25-річний Абу Дера Ізмаїл Хан, що прибули на таксі, застосовують дві гранати в залі очікування на вокзалі Вікторія термінус. Після чого відкривають шквальний вогонь по людях зі своїх АК-74.
Розстрілявши натовп на вокзалі, вони взяли в заручники двох констеблів і прикриваючись ними, відкрили шквальний вогонь по поліцейському автомобілю, в якому їхали Хамант Каркаре, Віджай Саласкар і Ашок Камт, у яких на трьох був лише один старий Револьвер Webley, і гвинтівка часів Другої світової війни «Лі-енфілд», в ході нетривалої перестрілки усі поліціянти загинули, Касаб і Хан разом із заручниками сіли в авто і поїхали в бік кінотеатру «Метро», в якому полюбляли збиратися туристи із США та Європи.
На дорозі біля одного з заручників задзвонив мобільний, і тоді Касаб застрелив його. Потім терористи обстріляли присутніх біля входу в кінотеатр людей, але не поціливши ні в кого, негайно викрали сріблясту «Škoda Octavia» і поїхали в бік знаменитого мумбайського пляжу Чаупаті. Поліція, вже знала про початок терористичних атак, перекрила всі дороги в місті блокпостами. Через 50 хвилин після перших пострілів, о 22:30 за місцевим часом, Хан і Касаб натрапили на поліцейський блокпост недалеко від пляжу, зупинившись в 30 метрах від блокпосту, вони спробували різко розвернутися, але співробітники поліції відкрили вогонь по автомобілю на ураження. У перестрілці Хан був убитий влучанням куль у голову і обличчя, Аджмал був поранений в шию і коліно, і прикинувся мертвим.
Інспектор поліції Тукарам Омбле, озброєний лише поліцейським кийком, пішов перевірити тіла і коли наблизився до Касабу, той різко підвівся і зробив п'ять пострілів з свого автомата в голову і верхню частину тіла поліцейського. В останні секунди свого життя, поранений Омбле встиг перехопити ствол автомата Касаба, і це дозволило його колегам захопити пораненого терориста живим. Інспектор помер від отриманих поранень, коли його несли в машину швидкої допомоги. Всього від рук Касаба і Ізмаїл Хана загинули 58 і були поранені 109 осіб. Вони стали першими нейтралізованими терористами.

### «Nariman House» 26—28 листопада 2008 року
Єврейський центр під назвою «Nariman House» був атакований останнім і атака була найменш ефективною.
О 21:45 за місцевим часом 26 листопада 2008 року, двоє терористів (Абу Умар і Бабар Імаран Акаша) увірвалися в приміщення і відкрили безладну стрілянину чергами. В ході цього були застрелені не менше 6 осіб, в тому числі рабин і його вагітна дружина, і поранено 8. За недоглядом терористів центр був майже порожній і в заручники вдалося взяти лише 9 осіб (вісьмох пораненими).
О 7:00 27 листопада, поліція повністю оточує будівлю і евакуює всіх людей в радіусі двох кілометрів від місця. Вони намагаються вийти на зв'язок з терористами, але нічого не виходить. Близько 11:00 з вікон другого поверху терористи відкривають вогонь по поліцейських. Однак бій ненадовго стихає. Між 11:30 та 12:00 звучать розриви світлошумових гранат, і біля будівлі починається запекла перестрілка. Спецназ у кількості 22 чоловік не може зайти в будинок, бо перебуває під обстрілом і змушений оборонятися. О 14:45 з будівлі доноситься кілька розривів ручних гранат, стрілянина не вщухає. О 17:30 прибуває вертоліт Мі-17, з допомогою нього спецназівцям вдається висадитися на дах і почати штурм звідти.
О 00:00 28 листопада, під шквальним перехресним вогнем не стихаючої перестрілки з будівлі вибираються всі 9 утримуваних на першому поверсі заручників. Один з індійських спецназівців, який прикривав їхню втечу, отримує важке поранення в шию, пізніше помирає.
Близько 7:30 ранку терористи витіснені вглиб будівлі і продовжують відстрілюватися, стримуючи співробітників поліції з допомогою споруджених барикад.
Перший терорист Абу Умар був убитий близько 19:30 снайпером з даху навпроти. В цей же час спецназу нарешті вдається знайти шістьох загиблих заручників. Останній терорист Бабар Імран Акша застрелений спецназом близько 20:30 за місцевим часом.
Атака на Єврейський центр була найменш кровопролитною. Незважаючи на дводенну облогу, загинули 9 чоловік, включаючи двох терористів і спецназівця, поранення отримали 8 цивільних осіб і 2 співробітника поліції.

## Наслідки
- Багато міжнародних авіаліній тимчасово припиняли польоти в Мумбаї в інтересах безпеки команди та пасажирів[7].
- У травні 2010 р. індійський суд засудив до смертної кари єдиного вцілілого терориста, який брав участь в атаці Мохаммеда Аджмала Аміра Касаба[8].
- У червні 2012 р. в Індії був заарештований один з організаторів терористичної атаки на Мумбаї в 2008 році, повідомляє сайт Express India. Абу Хамза, також відомий як Сайед Забіуддін, був затриманий 21 червня в аеропорту Делі після повернення з однієї з близькосхідних країн. У свою чергу індійський телеканал IBN уточнив, що Хамза був доставлений за запитом Індії з Саудівської Аравії. Раніше терорист перебував у розшуку по лінії Інтерполу[9].
- Після затримання в Делі Абу Хамза, Індія заявила, що передбачуваний організатор терактів в Мумбаї в 2008 році дав свідчення. Згідно з цими даними, до терористичної атаки, яка забрала життя 166 людей, причетна влада Пакистану[10].
- У серпні 2012 р. Верховний суд Індії залишив смертний вирок Мохаммеда Аджмала Касаба в силі. Його прохання про помилування президентом Індії Пранабом Мукерджі було відкинуто раніше в цьому місяці[11].
- У листопаді 2012 р. Мохаммед Аджмал Амір Касаб був страчений[12].

## У масовій культурі
- Готель Мумбаї: Протистояння — художній фільм режисера Ентоні Мараса.